# Microgale pusilla
Il tenrec toporagno di Least (Microgale pusilla) è una specie di tenrec endemica del Madagascar, dove abita le zone ricoperte di foresta pluviale ad altezze variabili, sia in pianura che in aree montuose: colonizza anche le aree paludose, i pascoli e le zone irrigate.
Nel 1918 Thomas riclassificò questa specie come Microgale majori in onore del suo scopritore: tuttavia oggi si tende universalmente ad usare l'attuale nome scientifico della specie per indicarla.
Nonostante sia segnato dall'IUCN come "a basso rischio", recentemente la specie sta soffrendo molto per la perdita dell'habitat a causa del disboscamento.